# Paula Schlier
Paula Schlier (* 12. März 1899 in Neuburg an der Donau; † 28. Mai 1977 in Bad Heilbrunn) war eine deutsche Schriftstellerin und Journalistin. Ihr erstes und bedeutendstes Werk Petras Aufzeichnungen oder Konzept einer Jugend nach dem Diktat der Zeit (1926) ist eines der frühesten Beispiele für investigativen Journalismus in deutscher Sprache und gilt als eines der ersten Bücher der Neuen Sachlichkeit, das die „Neue Frau“ thematisiert. Schlier, die verdeckt beim Parteiblatt der NSDAP, dem Völkischen Beobachter, gearbeitet und den Hitler-Putsch von 1923 aus nächster Nähe erlebt hatte, bezog darin deutlich Stellung gegen den Nationalsozialismus. Der Verfolgung in der NS-Zeit konnte sie sich durch Flucht entziehen. Sie lebte vor allem in Bayern, zuletzt in Tutzing am Starnberger See und in Bad Heilbrunn.

## Leben

### Kindheit und Ausbildung
Paula Schlier war das ältere Kind des Militärarztes Heinrich Schlier und seiner Frau Pauline, geb. Puls. Ein Jahr nach ihr wurde ihr Bruder Heinrich Schlier jun. geboren. Als Mädchen durfte sie, anders als ihr Bruder, doch für die Zeit üblich, kein Gymnasium besuchen, sondern erhielt ihre Ausbildung an der Höheren Töchterschule Gnadental in Ingolstadt, was in etwa einer heutigen Realschulausbildung entsprach. Nach Schulabschluss 1915 meldete sie sich als freiwillige Kriegspflegerin beim Bayerischen Roten Kreuz.

### Karriere
1921 zog sie nach München, wo sie als Stenotypistin arbeitete. Bereits im Januar 1923 erschienen ihre ersten Artikel im Nürnberger Anzeiger gegen den aufkeimenden Nationalsozialismus und seinen antisemitischen Kern. Im Herbst 1923 ließ sie sich als Sekretärin im NS-Blatt Völkischer Beobachter anstellen, um, wie sie sagte, zu prüfen, „ob eine solche Volksbegeisterung wirklich jeder tieferen Berechtigung entbehren könne“. So erlebte sie hautnah den Hitler-Ludendorff-Putschversuch in München 1923 mit. Sie zeichnete alles auf, was sie hörte und sah.
1925 lernte sie in Innsbruck Ludwig Ficker, den Herausgeber der Zeitschrift Der Brenner und Verleger des Brenner-Verlags, kennen, der ihr den entscheidenden Impuls gab, ihre Aufzeichnungen zu veröffentlichen. So schilderte sie den Hitler-Putsch 1926 im Kapitel In der Redaktion der Patrioten in ihrem Erstlingswerk Petras Aufzeichnungen oder Konzept einer Jugend nach dem Diktat der Zeit. Abgesehen von dem selbst betroffenen Völkischen Beobachter, erhielt das Buch durchweg positive, vielfach sogar begeisterte Kritiken. Schlier beschreibt darin das Leben von jungen Frauen ihrer Zeit: als Pflegerinnen im Kriegslazarett 1916, als Stenotypistinnen zwischen Hoffnung und Hunger nach 1918, als Leidtragende der Hyperinflation und der politischen Radikalisierung in Bayern 1923.
Ludwig Ficker macht sie zur Hauptmitarbeiterin seiner Zeitschrift, aber sein Einfluss wirkte sich negativ auf ihren Stil aus, und ihre späteren Bücher konnten an den ersten Erfolg nicht anschließen. Ihr zweites Buch Chorónoz. Ein Buch der Wirklichkeit in Träumen, das  1928 im renommierten Kurt-Wolff-Verlag erschien, enthält Traum-Texte, die dem Surrealismus nahe scheinen. 1932 wandte sie sich persönlich und literarisch dem Katholizismus zu, konvertierte 1932 in Innsbruck und schrieb religiöse Lyrik.

### Verfolgung während der NS-Zeit
Während des Zweiten Weltkriegs gab Schliers Beichtvater Briefe weiter, aus denen ihre NS-kritische Haltung hervorging. Diese gerieten in die Hände der Gestapo, so dass sie 1942 verhaftet wurde. Das Attest eines befreundeten Arztes, der ihr „religiösen Wahn“ bescheinigte, bewahrte sie vor dem KZ Dachau. Stattdessen wurde sie in die Psychiatrie Eglfing-Haar eingewiesen, aus der sie aber fliehen konnte. Bis zum Kriegsende versteckte sie sich in Tirol. Nach 1945 wurde die Tatsache ihrer Haft bestätigt, sie gewann einen Prozess gegen den bayerischen Staat wegen Haftentschädigung.

### Privatleben
Paula Schlier war mit dem Publizisten und Schriftsteller Werner von Trott zu Solz, einem Bruder des Widerstandskämpfers Adam von Trott zu Solz, befreundet. Seit 1948 lebte sie in Tutzing am Starnberger See. 1959 heiratete sie den pensionierten Offizier Karl Roßmann. Nach dessen Tod übersiedelte Schlier nach Bad Heilbrunn, wo sie 1977 starb.
Paula Schliers Nachlass wird im Forschungsinstitut Brenner-Archiv der Universität Innsbruck aufbewahrt.

## Werke
- Petras Aufzeichnungen oder Konzept einer Jugend nach dem Diktat der Zeit. Brenner, Innsbruck 1926.
  - neu herausgegeben, kommentiert und mit einem Nachwort versehen von Annette Steinsiek und Ursula A. Schneider im Auftrag des Forschungsinstituts Brenner-Archiv. Otto Müller, Salzburg 2018. ISBN 978-3-7013-1256-6.
- Chorónoz. Ein Buch der Wirklichkeit in Träumen. Kurt Wolff, München 1928.
- Legende zur Apokalypse. Herder, Freiburg 1949.
- Das Menschenherz. Otto Müller, Salzburg 1953.
- Der Engel der Wüste. Roman, Styria, Graz/Wien/Köln 1974.
- Die letzte Weltennacht. Schauungen zur Apokalypse. 2. Aufl., Miriam, Jestetten 1976, ISBN 3-87449-095-5.

## Rezeption
- Dokumentarfilm „Hitlerputsch 1923: Das Tagebuch der Paula Schlier.“ 2023 Erstausstrahlung: 15. November 2023 im BR Fernsehen,[16] ARD Mediathek (Video verfügbar bis 7. November 2025)
- 3-teiliger Podcast von Paula Lochte: „Paula sucht Paula“ in der Reihe „Alles Geschichte – History von radioWissen“ von Bayern 2 Online
- Podcast 11 km, Folge: Undercover in der Hitler-Redaktion Online

Bereits in Petras Aufzeichnungen ist die spirituelle und ethische Suche der Autorin deutlich.